# 프랭크 스텔라

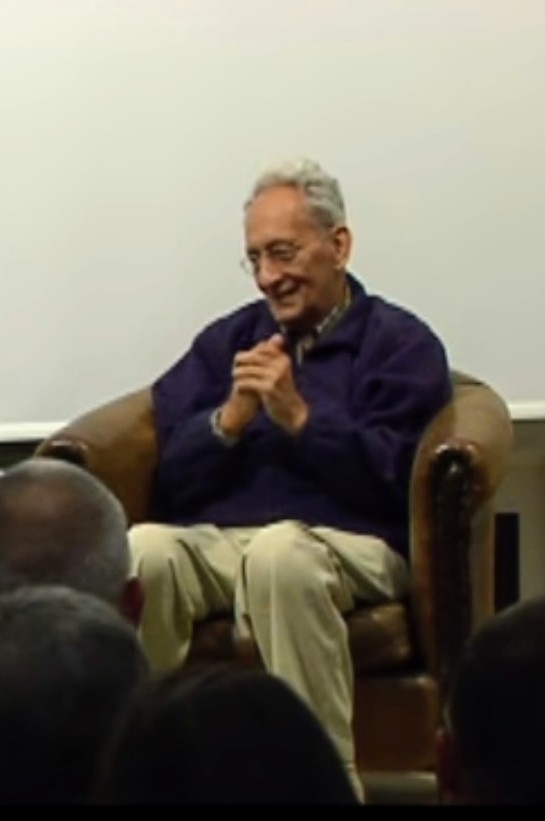
2012년 모습

프랭크 스텔라(Frank Stella, 본명: 프랭크 필립 스텔라, Frank Philip Stella, 1936년 5월 12일 ~ 2024년 5월 4일)는 미국의 화가, 조각가, 판화 제작자였으며 미니멀리즘과 후기 회화 추상화 분야의 작업으로 유명했다. 그는 스튜디오를 뉴욕의 록타번(Rock Tavern)으로 옮기기 전까지 경력의 대부분을 뉴욕에서 거주하며 일했다. 스텔라의 작품은 1950년대 후반 미니멀리스트 운동을 촉진했다. 그는 1950년대 후반에 뉴욕으로 이주하여 사물로서의 그림을 강조하는 작품을 만들었다. 이는 프란츠 클라인(Franz Kline)과 잭슨 폴록(Jackson Pollock)과 같은 예술가들의 추상 표현주의 작품의 영향을 받았다. 자신의 예술에 대한 환원주의적 접근 방식을 발전시켰으며, 자신에게 있어서 모든 그림은 "페인트가 칠해진 평평한 표면일 뿐"이라는 점을 보여주고 싶었고, 예술이 감정을 표현하는 수단이라는 개념을 부인했다. 그는 1959년 뉴욕 근대미술관에서 네 점의 검은색 핀스트라이프 그림을 전시하면서 뉴욕 미술계의 주목을 받았다. 스텔라(Stella)는 2009년 국가 예술 메달(National Medal of Arts)을, 2011년 국제 조각 센터(International Sculpture Center)로부터 현대 조각 부문 평생 공로상을 수상했다.

## 작품 갤러리
- Frank Stella, mural at 'David Mirvish Books', 1974; in Toronto
- Stella, detail of BMW 3.0 CSL car-painting, 1976
- Stella, BMW M1 Pro car-painting, 1979; commissioned by Peter Gregg
- Stella, Cones and Pillars, part 2.,  1984경; painting
- Stella, Moby Dick, 1991–1993; wall-relief in The Ritz-Carlton, Singapore
- Moby Dick at the Museum of Fine Arts, Montreal
- Stella, Cornucopia,  2000경; sculpture in fiberglass
- Stella, Çatal Hüyük, 2008; location, Hallbergsplatsen, Borås
- Black Star at Whitney Museum